# Birjulëvo Vostočnoe
Il quartiere Birjulëvo Vostočnoe (in russo Район Бирюлёво Восточное?, Birjulëvo orientale) è un quartiere di Mosca sito nel Distretto Meridionale.
L'area, insieme all'adiacente quartiere di Birjulëvo Zapadnoe (Birjulëvo occidentale), era occupata nel 1900 dall'omonimo villaggio di Birjulëvo. Entra a far parte di Mosca nel 1960.
L'urbanizzazione moderna, coi condomini che vanno a sostituire gli edifici originari, ha inizio nel 1971; i nuovi appartamenti vengono destinati ai lavoratori della stazione e delle fabbriche della zona.